# Eupithecia ligustigata
Eupithecia ligustigata är en fjärilsart som beskrevs av Donzel 1838. Eupithecia ligustigata ingår i släktet Eupithecia och familjen mätare. Inga underarter finns listade i Catalogue of Life.